# Skalka (ort i Tjeckien, Karlovy Vary)
Skalka är en ort i Tjeckien.   Den ligger i regionen Karlovy Vary, i den västra delen av landet, 150 km väster om huvudstaden Prag. Skalka ligger 605 meter över havet och antalet invånare är 125.
Terrängen runt Skalka är platt åt sydväst, men åt nordost är den kuperad. Runt Skalka är det ganska tätbefolkat, med 139 invånare per kvadratkilometer. Närmaste större samhälle är Cheb, 12,9 km sydost om Skalka. Omgivningarna runt Skalka är en mosaik av jordbruksmark och naturlig växtlighet.